# 蓉子
蓉子（1922年5月4日—2021年1月9日），本名王蓉芷，女，江苏揚州人，中华民国詩人、作家，蓝星诗社诗人，主持后期《蓝星诗页》及《蓝星一九六四》的编辑工作。代表作品為《青鳥集》。
蓉子被稱為「現代李清照」、「不凋的青蓮」，「自由中國詩壇祖母輩的明星詩人」。余光中讚賞她為「詩壇上開得最久的菊花」。創作以詩、散文為主，詩作尤豐。1953年出版的第一本詩集《青鳥集》，為戰後第一本女詩人專集，其後創作不斷，被譽為詩壇「永遠的青鳥」。

## 生平
蓉子於台灣作家作品目錄記載生於1928年（親侄子來台說明1922年出生）。生長在基督教家庭中，又喜愛讀中國古詩，受到基督教聖詩與中國詩的影響。自小學、中學起就愛好閱讀詩，並嘗試創作詩文。早期詩風受到「五四」以來大陸詩人的影響。最早接觸的作家為冰心，曾被中學同學稱為「冰心第二」。曾受教於江陰輔實女中附小、輔實女中、省立楊中、上海華東區基督教聯合中學、南京金女大服務部實驗科、建村農學院等學校。畢業後短暫擔任過教師，後考進南京國際電臺，1949年隨著工作單位一同遷台。
來台後，對陌生環境的新鮮感促使她在1950年代開始創作詩，受到許多前輩的讚賞，1951年正式發表在報刊上。1953年出版第一本詩集《青鳥集》，廣受讀者歡迎。1955年与诗人罗门结婚。然而後來因不適應現代主義思潮的進入加上走入婚姻家庭，有一陣子並未提筆寫作。幸而蓉子後來逐漸習慣家庭生活，也接受了現代主義文學的思想，1961年出版了與以往完全不同風格的第二本詩集《七月的南方》。此後的作品相較前期更加注重現代主義詩歌中所強調的意象。
曾参加蓝星诗社，主持后期《蓝星诗页》及《蓝星一九六四》的编辑工作。曾任中国妇女写作协会值年常务理事、中国青年写作协会常务理事兼诗研究委员会主任委员等职务。

## 奖项和荣誉
曾獲頒国际妇女年国际妇女文学奖、中国青年写作协会第一届文学成就金钥奖、英國國際學院榮譽人文碩士、世界文化藝術學院榮譽文學博士、國際詩人獎及國家文藝獎等獎項。在第一届世界诗人大会与罗门获「大会杰出文学伉俪奖」并接受菲律賓总统大绶勋章。1970年名字被登入在倫敦出版的《世界詩人辭典》中 。

## 作品風格
蓉子的詩風可分為前期和後期。早期以《青鳥集》為代表，句法活潑玲瓏，節奏輕柔，意象單純明澈，結構嚴整穩妥，抒情風貌含蓄。在《七月的南方》與《蓉子詩抄》相繼出版後，蓉子的詩風有了轉變。在現代新審美觀與新觀物態度的影響下，逐漸遠離了《青鳥》時期單純雋永的抒情世界。蓉子開始強調深入的思考與知性，向內把握住事物的真實性，追求精神活動的交感作用，使作品在現代藝術的新領域裏塑造交錯繁美與帶有奧秘性的意象。
蓉子自從《七月的南方》出版後，開始緩慢而有節制的於作品中，注入現代機械文明下所產生的種種經驗，使溫柔純美的詩風裏，透露出些許苦澀及西化的傾向。她寫下了〈我的粧鏡是一隻弓背的貓〉等作品時，語言、意象、內容都比過去成熟。到出版《維納麗沙組曲》時，她已能收發自如的處理任何題材。
在體材上，她的新詩成就在以下兩方面：（一）塑造中國現代婦女的新形象，（二）表現充滿生命力的大自然及豐盈的人生觀。她處理的主題包括哲思、親情、大自然的讚頌、女性的形象、旅遊、詠物、以詩論詩，社會現實素材，都市文明之批判、環境保護主義、名人事跡有感等等。
有關蓉子的自然詩作品，與她的宗教生命、人文關懷息息相關，與她對美的追求、美的堅持也密不可分。她的「自然詩」充滿光的意象，色彩繽紛，音聲泠泠，活潑而沉潛，顯現了她的性靈之美，一種活力飛動卻深沉靜照的生命情調，在詩作裡塑造了一種溫暖祥和的氛圍。這樣的氛圍，反映了詩人內心的坦蕩，顯現雍容開朗的氣象。
蓉子的詩和現代主義的風格有不同。她的特徵，是來自中華文化的儒家面貌，且含有宗教、淑世、教育的精神。從她的每一首詩中，都可找到中國文化的內蘊。而其作品的軸心，大部份都是表達自己對社會、和周身事物的關愛與欣賞。

## 主要作品
主要著作篇目查詢系統——「2007台灣作家作品目錄」
- 《青鸟集》（1953年）
- 《七月的南方》（1961年）
- 《蓉子诗抄》（1965年）
- 《童话城》（儿童诗，1967年）
- 《维纳丽莎组曲》（1969年）
- 《横笛与竖琴的晌午》（1974年）[15]
- 《天堂鸟》（1977年）
- 《蓉子自选集》（1978年）
- 《雪是我的童年》（1979年）
- 《这一站不到神话》（1986年）
- 《千曲之声》（1995年）
- 《艺术家》
- 《白色的睡》[16]
- 《一朵青莲》
- 《伞》[17]